# Kostrzewa pstra
Kostrzewa pstra (Festuca varia Haenke) – gatunek traw z rodziny wiechlinowatych (Poaceae). Jego zasięg obejmuje góry środkowej i południowo-wschodniej Europy od Alp po Kaukaz. W Polsce występuje tylko w wyższych partiach Karpat i Sudetów. W Tatrach jest pospolity.

## Morfologia

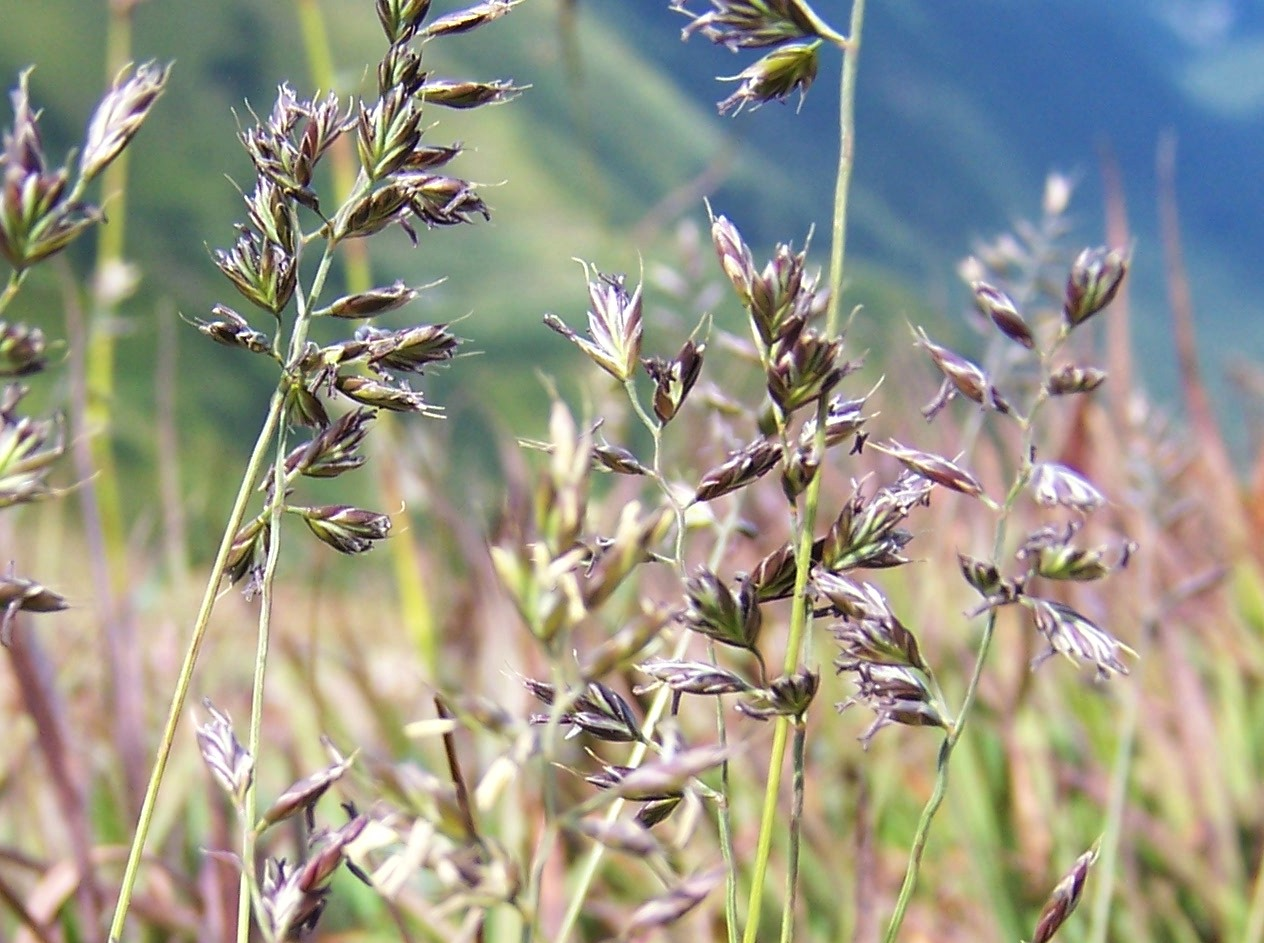
Kwiatostany

PokrójGęstokępkowa trawa o wysokości 15–40 cm.
LiścieWąskie, łukowato przegięte, nie kłujące o blaszkach szydlasto zwiniętych, grubości 0,5–1,3 mm. Języczek jest tej szerokości co blaszka, lub węższy i nie posiada uszek. Na pędach płonnych ma on długość 0,2–1,8 mm, na pędach kwiatowych 0,7–3,2 mm. Na granicy blaszki liścia i pochwy występuje zgrubiały, lśniący pierścień.
KwiatyZebrane w wąską i nieco zwisającą  wiechę o długości 3–11 cm i brunatno-fioletowym kolorze. Złożona jest z podługowatych (2)3–5(8)–kwiatowych kłosków  o długości 7–11 mm każdy. Plewka dolna o długości 4–7 mm jest zaostrzona i nie posiada ości, lub co najwyżej krótką ostkę o długości do 1 mm. Słupek jest w górnej części owłosiony.

## Biologia i ekologia

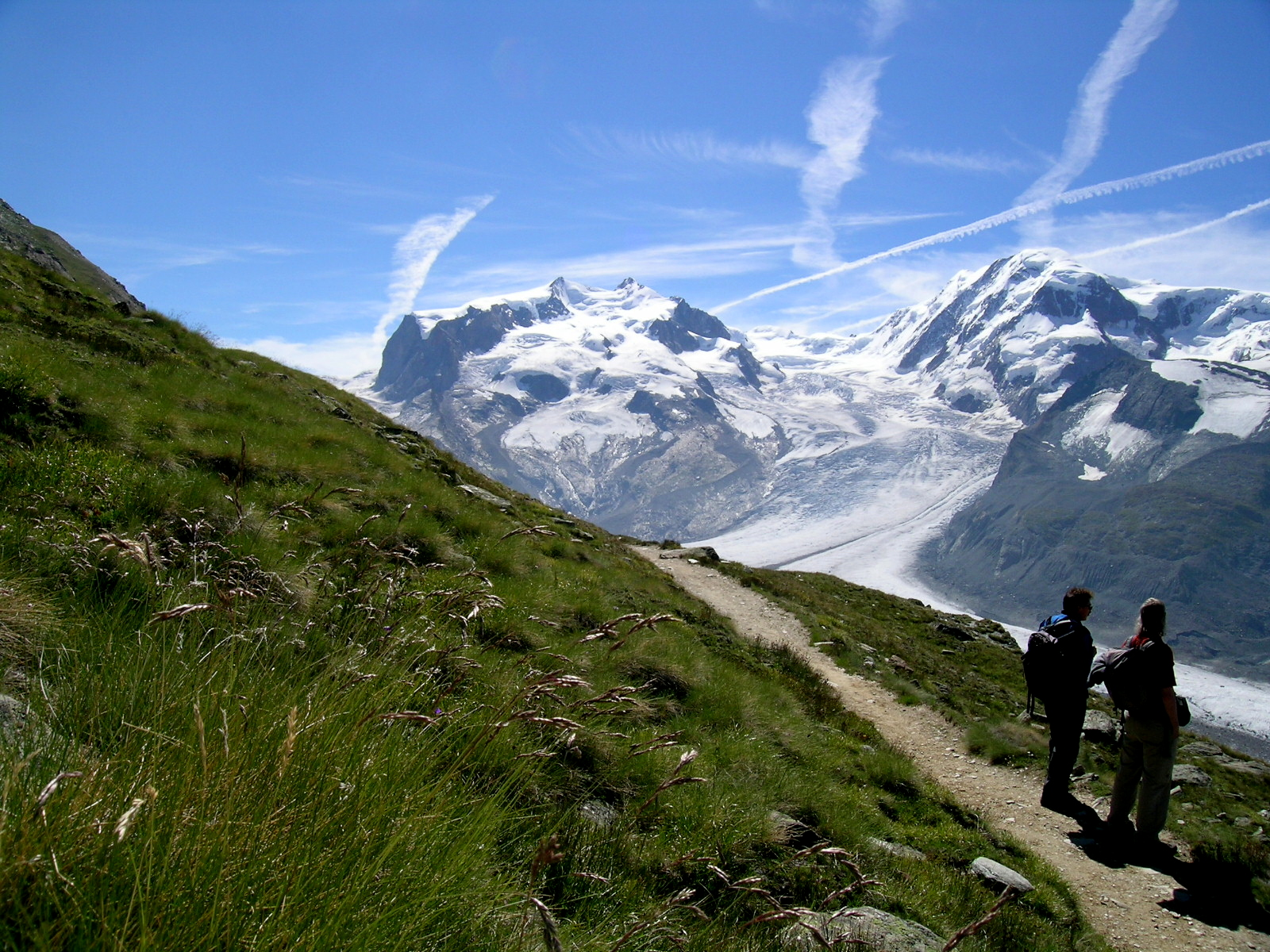
Kostrzewa pstra w Alpach

Bylina, hemikryptofit. Kwitnie od lipca do sierpnia. Występuje w wyższych partiach gór. W Tatrach rośnie od piętra reglowego aż po piętro alpejskie. Występuje głównie na podłożu wapiennym, ale spotykana jest  również na granitach, jeśli podłoże zawiera nieco wapnia lub warstwę próchnicy. W klasyfikacji zbiorowisk roślinnych  gatunek charakterystyczny dla związku (All.) Seslerion tatrae i  Ass. Saxifrago-Festucetum versicoloris. Na Babiej Górze gatunek ten jest głównym składnikiem specyficznego dla tego masywu zespołu Saxifrago-Festucetum versicoloris babiogorense, rozwijającego się na urwiskach i wąskich półkach skalnych górnych partii północnych zboczy góry, na podłożu budowanym przez piaskowce magurskie.

## Zastosowanie
Bywa uprawiana jako roślina ozdobna. Nadaje się do ogrodów skalnych i do suchych bukietów Tworzy ciekawe kompozycje z innymi gatunkami roślin o barwnych kwiatach.